# دو (تگزاس)
دو (به انگلیسی: Dew) یک منطقهٔ مسکونی در ایالات متحده آمریکا است که در شهرستان فرستون، تگزاس واقع شده‌است.